# هندریک دوف

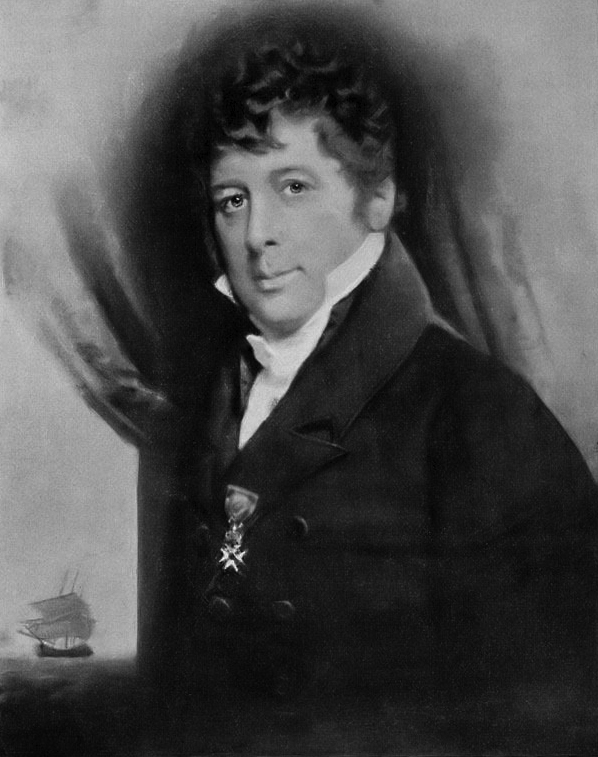
هندریک دوف (۱۷۶۴–۱۸۳۷).

هندریک دوف (انگلیسی: Hendrik Doeff) (۲ دسامبر ۱۷۶۴ ) یک کمیسیونر هلندی در دجیما، ناگاساکی، در طول سال‌های اولیه قرن ۱۹ در کشور ژاپن بود.